# Święto kura
Święto kura – zwyczaj ludowy popularny na Śląsku do dziewiętnastego wieku. 
Była to wiejska zabawa odbywająca się co roku na początku lipca, w dzień świąteczny. Brali w niej udział mieszkańcy sąsiadujących ze sobą wsi. Na świeżo skoszonych łąkach tańczono, jedzono i pito. Centrum zabawy stanowił kur na wysokim słupie. Zadaniem uczestników było dosięgnięcie go kijem. Mieli oni zawiązane oczy, więc zabawa wymagała od zwycięzców rozwiniętego zmysły orientacji, zręczności i siły.